# Сенчури (Флорида)
Сенчури (англ. Century) — муниципалитет, расположенный в округе Эскамбия (штат Флорида, США) с населением в 1714 человек по статистическим данным переписи 2000 года.

## География
По данным Бюро переписи населения США муниципалитет Сенчури имеет общую площадь в 8,81 квадратных километров, из которых 8,55 кв. километров занимает земля и 0,26 кв. километров — вода. Площадь водных ресурсов округа составляет 2,95 % от всей его площади.
Муниципалитет Сенчури расположен на высоте 26 м над уровнем моря.

## Демография
По данным переписи населения 2000 года в Сенчури проживало 1714 человек, 448 семей, насчитывалось 680 домашних хозяйств и 800 жилых домов. Средняя плотность населения составляла около 194,55 человек на один квадратный километр. Расовый состав населённого пункта распределился следующим образом: 39,67 % белых, 56,65 % — чёрных или афроамериканцев, 0,58 % — коренных американцев, 0,64 % — азиатов, 0,06 % — выходцев с тихоокеанских островов, 2,04 % — представителей смешанных рас, 0,35 % — других народностей. Испаноговорящие составили 1,63 % от всех жителей.
Из 680 домашних хозяйств в 29,0 % воспитывали детей в возрасте до 18 лет, 36,5 % представляли собой совместно проживающие супружеские пары, в 25,9 % семей женщины проживали без мужей, 34,1 % не имели семей. 31,8 % от общего числа семей на момент переписи жили самостоятельно, при этом 18,1 % составили одинокие пожилые люди в возрасте 65 лет и старше. Средний размер домашнего хозяйства составил 2,52 человек, а средний размер семьи — 3,21 человек.
Население муниципалитета по возрастному диапазону по данным переписи 2000 года распределилось следующим образом: 30,0 % — жители младше 18 лет, 6,9 % — между 18 и 24 годами, 24,0 % — от 25 до 44 лет, 21,9 % — от 45 до 64 лет и 17,2 % — в возрасте 65 лет и старше. Средний возраст жителей составил 37 лет. На каждые 100 женщин в Сенчури приходилось 80,6 мужчин, при этом на каждые сто женщин 18 лет и старше приходилось 75,3 мужчин также старше 18 лет.
Средний доход на одно домашнее хозяйство составил 20 703 доллара США, а средний доход на одну семью — 28 241 доллар. При этом мужчины имели средний доход в 26 932 доллара США в год против 17 390 долларов среднегодового дохода у женщин. Доход на душу населения составил 20 703 доллара в год. 24,5 % от всего числа семей в населённом пункте и 30,1 % от всей численности населения находилось на момент переписи населения за чертой бедности, при этом 41,4 % из них были моложе 18 лет и 26,1 % — в возрасте 65 лет и старше.